# Ellie Carpenter
Ellie Madison Carpenter (født 28. april 2000) er en kvindelig australsk fodboldspiller, der spiller forsvars for franske Olympique Lyonnais Féminin i Division 1 Féminine og Australiens kvindefodboldlandshold.
Hun har tidligere spillet for Melbourne City, Canberra United og Western Sydney Wanderers i den australske W-League og amerikanske Portland Thorns i National Women's Soccer League (NWSL). I juni 2020, bekræftede Thorns, Carpenters skifte til den franske storklub.
Hun debuterede på det australske A-landshold d. 2. marts 2015 mod Vietnam. Hun deltog som bare 16 år, ved hendes første Sommer-OL 2016 i Rio de Janeiro og ligeledes VM 2019 i Frankrig.